# رهف صوالحة
رهف صوالحة (21 سبتمبر 1987-) مقدمة برامج تلفزيونية أردنية 

## حياتها
درست الإعلام في الجامعة الأمريكية بالقاهرة 

### حياتها الأسرية
تزوجت من بشار خرعوبة عام 2018 وانفصلت عنه 

## مشوارها المهني
بدايتها كانت من خلال مسرحية «تسه» عام 2010 ، اتجهت إلى العمل الاعلامي والاذاعي ثم التلفزيوني من خلال قناة رؤيا عام 2011 حيث قدمت برنامج حلوة يا دنيا كل يوم جمعة برفقة زميلها فؤاد الكرشة بالتزامن مع عملها في إذاعة روتانا الأردن
في رمضان 2013 قدمت برنامج المسابقات
«كركبة في المركبة» على قناة رؤيا
نهاية عام 2017 غادرت قناة رؤيا ً، عام 2018 انتقلت بعدها لتقدم برنامج «صح صح» على شاشة عمان تي في
برفقه زميتلها نادية الزعبي والتي سبق أن قدمت معها برامج إذاعية
في يناير 2019 قدمت برنامج “نوستالجيا” والتي تعني الحنين إلى الماضي، واستضافت فيه عدد من الشخصيات البارزة والمعروفة في أماكن ترتبط مع ذكريات عديدة في ذاكرتهم حيث يتم محاورتهم واسترجاع الماضي الذي رسم مسار مستقبل العديد منهم

## إثارة الجدل
في عام 2015 رفع متعهد الحفلات أحمد العموش قضية على مقدمتي برنامج صح صح عبر اذاعة روتانا واتهمهم ببث أخبار كاذبة خلال فقرة للبرنامج حول عدم حضور الفنان علي الديك لحفل فني اقيم عبر شركة العموش، وتدخل أحد شيوخ العشائر لانهاء القضية المرفوعة عليهن 
في يونيو 2018شنت حملة من ناشطين أردنيين تجاههما، بعد سخريتهما بشكل علني من فتاة اسمها هتوف حجازي اتصلت على برنامجهما على الهواء مباشرة.؛ بسبب اسمها، «هتوف» بسؤالها عن معنى اسمها، لترد المتصلة: «صوت السحب الماطرة»، لترد إحدى المذيعتين: «أهلك كانوا فاضيين وقتها»، و«إنتي انولدتي ليش».وبعد الغضب الواسع، قدمتا اعتذارهما في الحلقة التالية من البرنامج، وقالتا إنهما لم تتعمدا الإساءة إليها

## البرامج التي قدمتها
| البرنامج         | عرض على                  | العام     |
| ---------------- | ------------------------ | --------- |
| حلوة يا دنيا     | رؤيا                     | 2011-2017 |
| كركبة في المركبة | رؤيا                     | 2013      |
| صح صح            | إذاعة روتانا، عمان تي في | 2018-     |
| نوستالجيا        | عمان تي في               | 2019      |

## جوائز
- الأردن: جائزة أفضل مقدمة برامج تلفزيونية في المملكة لعام 2017 من مجلة « Living Well Awards» [9]